# Юнацька збірна Росії з футболу (U-17)
Юнацька збірна Росії з футболу (U-17) — національна футбольна збірна Росії, що складається із гравців віком до 17 років. Керівництво командою здійснює Російський футбольний союз. До зміни формату юнацьких чемпіонатів Європи у 2001 році функціонувала як збірна до 16 років.
Головним континентальним турніром для команди є Юнацький чемпіонат Європи з футболу (U-17), успішний виступ на якому дозволяє отримати путівку на Чемпіонат світу (U-17). Також може брати участь у товариських і регіональних змаганнях.

## Виступи на міжнародних турнірах

### Чемпіонат світу (U-17)
| Рік    | Раунд              | Місце              | І                  | В                  | Н                  | П                  | Г+                 | Г-                 |
| ------ | ------------------ | ------------------ | ------------------ | ------------------ | ------------------ | ------------------ | ------------------ | ------------------ |
| 1993   | не кваліфікувалася | не кваліфікувалася | не кваліфікувалася | не кваліфікувалася | не кваліфікувалася | не кваліфікувалася | не кваліфікувалася | не кваліфікувалася |
| 1995   | не кваліфікувалася | не кваліфікувалася | не кваліфікувалася | не кваліфікувалася | не кваліфікувалася | не кваліфікувалася | не кваліфікувалася | не кваліфікувалася |
| 1997   | не кваліфікувалася | не кваліфікувалася | не кваліфікувалася | не кваліфікувалася | не кваліфікувалася | не кваліфікувалася | не кваліфікувалася | не кваліфікувалася |
| 1999   | не кваліфікувалася | не кваліфікувалася | не кваліфікувалася | не кваліфікувалася | не кваліфікувалася | не кваліфікувалася | не кваліфікувалася | не кваліфікувалася |
| 2001   | не кваліфікувалася | не кваліфікувалася | не кваліфікувалася | не кваліфікувалася | не кваліфікувалася | не кваліфікувалася | не кваліфікувалася | не кваліфікувалася |
| 2003   | не кваліфікувалася | не кваліфікувалася | не кваліфікувалася | не кваліфікувалася | не кваліфікувалася | не кваліфікувалася | не кваліфікувалася | не кваліфікувалася |
| 2005   | не кваліфікувалася | не кваліфікувалася | не кваліфікувалася | не кваліфікувалася | не кваліфікувалася | не кваліфікувалася | не кваліфікувалася | не кваліфікувалася |
| 2007   | не кваліфікувалася | не кваліфікувалася | не кваліфікувалася | не кваліфікувалася | не кваліфікувалася | не кваліфікувалася | не кваліфікувалася | не кваліфікувалася |
| 2009   | не кваліфікувалася | не кваліфікувалася | не кваліфікувалася | не кваліфікувалася | не кваліфікувалася | не кваліфікувалася | не кваліфікувалася | не кваліфікувалася |
| 2011   | не кваліфікувалася | не кваліфікувалася | не кваліфікувалася | не кваліфікувалася | не кваліфікувалася | не кваліфікувалася | не кваліфікувалася | не кваліфікувалася |
| 2013   | 1/8 фіналу         | 16-е               | 4                  | 1                  | 0                  | 3                  | 5                  | 5                  |
| 2015   | 1/8 фіналу         | 10-е               | 4                  | 2                  | 1                  | 1                  | 6                  | 5                  |
| 2017   | не кваліфікувалася | не кваліфікувалася | не кваліфікувалася | не кваліфікувалася | не кваліфікувалася | не кваліфікувалася | не кваліфікувалася | не кваліфікувалася |
| 2019   | не кваліфікувалася | не кваліфікувалася | не кваліфікувалася | не кваліфікувалася | не кваліфікувалася | не кваліфікувалася | не кваліфікувалася | не кваліфікувалася |
| 2021   | не визначено       | не визначено       | не визначено       | не визначено       | не визначено       | не визначено       | не визначено       | не визначено       |
| Усього | 1/8 фіналу         | 2/15               | 8                  | 3                  | 1                  | 4                  | 11                 | 10                 |

### Юнацький чемпіонат Європи (U-17)
| Рік    | Раунд                    | І  | В | Н | П | Г+ | Г- |
| ------ | ------------------------ | -- | - | - | - | -- | -- |
| 2002   | другий відбірковий раунд | -  | - | - | - | -  | -  |
| 2003   | другий відбірковий раунд | -  | - | - | - | -  | -  |
| 2004   | другий відбірковий раунд | -  | - | - | - | -  | -  |
| 2005   | другий відбірковий раунд | -  | - | - | - | -  | -  |
| 2006   | переможець               | 5  | 3 | 1 | 1 | 6  | 5  |
| 2007   | другий відбірковий раунд | -  | - | - | - | -  | -  |
| 2008   | другий відбірковий раунд | -  | - | - | - | -  | -  |
| 2009   | другий відбірковий раунд | -  | - | - | - | -  | -  |
| 2010   | другий відбірковий раунд | -  | - | - | - | -  | -  |
| 2011   | другий відбірковий раунд | -  | - | - | - | -  | -  |
| 2012   | другий відбірковий раунд | -  | - | - | - | -  | -  |
| 2013   | переможець               | 5  | 3 | 2 | 0 | 4  | 1  |
| 2014   | другий відбірковий раунд | -  | - | - | - | -  | -  |
| 2015   | півфінали                | 5  | 2 | 1 | 2 | 5  | 4  |
| 2016   | другий відбірковий раунд | -  | - | - | - | -  | -  |
| 2017   | другий відбірковий раунд | -  | - | - | - | -  | -  |
| 2018   | відбірковий раунд        | -  | - | - | - | -  | -  |
| 2019   | груповий етап            | 3  | 0 | 0 | 3 | 5  | 8  |
| Усього | 4/18                     | 18 | 8 | 4 | 6 | 20 | 18 |